# Julia Whelan
Julia May Whelan (Oregón, 8 de mayo de 1984) es una actriz y escritora estadounidense. Como actriz, es conocida por su papel de Grace Manning en la serie dramática familiar de televisión Once and Again (1999-2002), y su papel coprotagonista en la película de Lifetime 2002 The Secret Life of Zoey. Whelan apareció por primera vez en la pantalla a la edad de 11 años, y continuó realizando papeles en televisión hasta su matriculación en el Middlebury College en 2004; Whelan se graduó magna cum laude de Middlebury en 2008 después de pasar el año académico 2006-2007 como estudiante visitante en el Lincoln College en Oxford.
Whelan regresó a la actuación cinematográfica en noviembre de 2008 con un papel en el thriller de fantasía Fading of the Cries. En la década de 2010, Whelan dejó a un lado su carrera como actriz para convertirse en narradora de audiolibros. A julio de 2022, ha narrado más de 400 audiolibros. En 2018, publicó su primera novela, My Oxford Year.

## Biografía
Julia May Whelan nació en Oregón el 8 de mayo de 1984. Su padre era bombero y su madre maestra. Whelan actuó por primera vez en teatro comunitario a la edad de cinco años, y los viajes anuales al Festival de Shakespeare de Oregón en Ashland, Oregón, aumentaron su interés en ser actriz. A los diez años, comenzó a tomar clases de actuación con el actor y guionista Geof Prysirr. Desarrollaron una relación cercana y finalmente Prysirr se convirtió en su tutor, acompañándola en viajes a Los Ángeles, California, donde pronto logró encontrar el éxito.
Whelan se mudó a Los Ángeles con Prysirr y su esposa, la actriz de Days of Our Lives Derya Ruggles, para que Whelan pudiera avanzar en su carrera. Su primer papel fue en un episodio de la serie dramática Nowhere Man.

## Carrera
Whelan fue presentada por primera vez a un público más amplio en la película para televisión de 1998 Fifteen and Pregnant, como la hermana menor de Kirsten Dunst, quien interpretó a la protagonista embarazada de la película. En 1999, Whelan consiguió su papel más conocido, interpretando a la adolescente insegura Grace Manning en el drama familiar Once and Again. El elenco incluyó a Sela Ward y Billy Campbell como padres solteros que intentan alimentar un romance y finalmente construir una familia reconstituida juntos.
Once and Again se destacó por la alta calidad de sus actores, particularmente los miembros más jóvenes del elenco, quienes fueron elogiados por sus sensibles actuaciones, y se les dio un tiempo en pantalla acorde con el de los protagonistas adultos. Whelan, Meredith Deane, Shane West y Evan Rachel Wood interpretaron a los hijos de Ward y Campbell, respectivamente; y Mischa Barton se unió al programa en su última temporada como la novia de Evan Rachel Wood. Esta historia lésbica se vinculó con una trama igualmente controvertida que involucraba al personaje de Whelan en un romance condenado al fracaso con su profesor de inglés de la escuela secundaria, el "Sr. Dmitri", interpretado por Eric Stoltz. Whelan, Deane y Wood fueron reconocidos por sus actuaciones en abril de 2001, ganando ese año el Premio Young Artist (de la Asociación de Artistas Jóvenes) al Mejor Reparto en una Serie de Televisión (Drama o Comedia); Whelan fue nominada individualmente en marzo de 2000 a Mejor Actuación en una Serie de Drama de Televisión - Actriz Joven de Reparto.
Después de que Once and Again finalizara tras tres años de emisión, Whelan coprotagonizó la película de Lifetime Television de 2002, The Secret Life of Zoey, como una estudiante modelo que lucha contra la adicción a los medicamentos recetados. Mia Farrow interpretó a su madre y Andrew McCarthy fue su consejero de rehabilitación. La película se promocionó junto con las retransmisiones de Once and Again en Lifetime. Whelan continuó realizando papeles en televisión hasta 2004, cuando se inscribió en el Middlebury College.
Whelan pasó el año académico 2006-2007 como estudiante visitante en el Lincoln College, Oxford.

## Narración de audiolibros
Whelan ha ganado elogios y reconocimiento por su narración de muchos audiolibros, incluido el thriller de 2012 de Gillian Flynn Gone Girl (coleído con Kirby Heyborne), The Witness de Nora Roberts, por el que ganó el premio a Mejor Romance en los Premios Audie de 2013, y Educated de Tara Westover , por el que ganó el premio a Mejor Narradora Femenina en 2019 en los mismos premios. Whelan también narró la premiada novela My Year of Rest and Relaxation de Ottessa Moshfegh, el best seller del New York Times Evvie Drake Starts Over de Linda Holmes y su propia novela, My Oxford Year.
Hasta julio de 2022, Whelan había narrado más de 400 audiolibros, así como había escrito artículos para New York, The New Yorker y otras revistas.
Whelan también ha narrado artículos en The New Yorker, The Atlantic, ProPublica y Vanity Fair.

## Autora
En 2018, Whelan publicó su primera novela, My Oxford Year, que Entertainment Weekly calificó como "una imagen impresionantemente perfecta de Oxford" y "un tributo poderosamente desgarrador y que afirma la vida, el amor y la elección". En 2022, lanzó su segunda novela, Thank You for Listening.

## Adaptación
En 2024, se inició el rodaje de la adaptación a película de su libro My Oxford Year para Netflix.

## Filmografía
| Año       | Título                  | Papel              | Notas                  |
| --------- | ----------------------- | ------------------ | ---------------------- |
| 1996      | Nowhere Man             | Joven Laura        | 1 episodio             |
| 1996      | Christmas Every Day     | Jacey Jackson      | Película de televisión |
| 1998      | Fifteen and Pregnant    | Rachel Spangler    | Película de televisión |
| 1998      | Promised Land           | Mazie Andrus       | 1 episodio             |
| 1998      | ER                      | Laura              | 1 episodio             |
| 1999-2002 | Once and Again          | Grace Manning      | Papel principal        |
| 2002      | The Secret Life of Zoey | Zoey Carter        | Película de televisión |
| 2004      | Dr. Vegas               | Claire             | 1 episodio             |
| 2004      | Clubhouse               | Maggie Archer      | 1 episodio             |
| 2011      | Fading of the Cries     | Emily              | Película de televisión |
| 2011      | NCIS: Los Ángeles       | Karen Davis        | 1 episodio             |
| 2012      | The Confession          | Alyson             | Película de televisión |
| 2012      | The Closer              | Natalie Gilbert    | 1 episodio             |
| 2012      | Castle                  | Tina Massey        | 1 episodio             |
| 2017      | NCIS                    | Greta Fensternacht | 1 episodio             |